# لغة ساهو
لغة الساهو هي لغة كوشية إريتريا ، تحدث في وسط البلاد. يحدها أراضيها خليج زولا في الشرق، والوديان غيديلاسي في الجنوب، والمرتفعات إريتريا إلى الغرب (Akele - Guzai ، Shimezana). إلى حدود تيغري في الغرب وتلعفر لها قريب في شرق البلاد.
لاتوجد إحصائية حديثة موثقة لكن في العهد الإيطالي كانت إحصائياتهم تذكر أن الساهو 13% من سكان إرتريا
الساهو هم مجموعة قبائل متعددة الجذور تسكن في المرتفعات الجنوبية والوسطى والسواحل الوسطى والجنوبية من إرتريا في مدن صنعفي وعدى قيح ومصوع وقندع وهم معدودين في التقسيم العالمي للشعوب من الشعوب الآفرو آسيوية
لغة الساهو (بالتقرينيا: ሳሆኛ / ቋንቋ ሳሆ) هي لغة أفرو آسيوية تحدث في إريتريا والسودان وإثيوبيا. ينتمي إلى فرع العائلة الكوشية.

## نظرة عامة
ساهو يتحدث بها من قبل الساهو وهي تسكن تقليديًا في إريتريا تحدها خليج أرافايلي في الشرق، ووديان لاسي غيده في الجنوب، ومرتفعات إريتريا إلى الغرب (منطقة شيميانا على الجانب الشرقي من منطقة الجنوب أو منطقة ديبوب). المعروفة باسم مقاطعة أكيلي Guzai). يحد منطقة الكلام هذه مجتمعات أخرى ناطقة باللغة الأفرو آسيوية، مع متحدثين بلغة تيغري في الغرب ومتحدثين بالعفار في الشرق. ويرتبط ساهو ارتباطًا وثيقًا جدًا بلغة الكوشية العفارية، والتي يتحدث بها شعب عفار كلغة أصلية، حيث ينظر بعض اللغويين إلى اللغتين على أنها لهجات «لغة ساهو عفار» واحدة.